# (31110) Clapas
(31110) Clapas est un astéroïde de la ceinture principale.

## Description
(31110) Clapas est un astéroïde de la ceinture principale. Il fut découvert le 13 août 1997 dans le Parc national des Cévennes par l'Observatoire des Pises. Il présente une orbite caractérisée par un demi-grand axe de 2,27 UA, une excentricité de 0,17 et une inclinaison de 3,3° par rapport à l'écliptique.

## Compléments